# Aramac Airport
Aramac Airport är en flygplats i Australien. Den ligger i kommunen Barcaldine och delstaten Queensland, omkring 930 kilometer nordväst om delstatshuvudstaden Brisbane.
Trakten runt Aramac Airport är nära nog obefolkad, med mindre än två invånare per kvadratkilometer.. Närmaste större samhälle är Aramac, nära Aramac Airport. 
Omgivningarna runt Aramac Airport är i huvudsak ett öppet busklandskap. Genomsnittlig årsnederbörd är 521 millimeter. Den regnigaste månaden är februari, med i genomsnitt 134 mm nederbörd, och den torraste är april, med 5 mm nederbörd.